# Dance, Dance (The Mexican)
"Dance, Dance (The Mexican)" foi o quarto e último single do sétimo álbum de estúdio autointitulado (2002) de Thalía; É uma regravação de uma música de Jellybean de 1984. Essa nova versão foi tocada por várias estações de rádio em 2002 e alcançou a posição # 6 no "Dance / Club Play Songs" da Billboard.

## Informação da música
Esta canção foi escrita por Thalía, Cory Rooney, JC Oliver e S. Barnes, e produzida por Poke y Tone e Cory Rooney. Além disso, contém um excerto de "mexicano", escrito por Alan Shacklock .
A versão em espanhol traz os vocais de Marc Anthony no refrão (ambos, Thalía e Marc Anthony, estavam gravando seus novos álbuns com Cory Rooney ao mesmo tempo, e um dia Rooney mostrou a Marc Anthony uma música que ele estava produzindo para Thalía, «The Mexican 2002». Então ele achou incrível e pediu a Rooney uma colaboração no refrão para surpreender Thalía.

## Listagem de faixas
EUA 12" vinyl single (2002)
1. "Dance Dance (The Mexican)" [Hex Hector/Mac Quayle Club Vocal Up Mix]
2. "Dance Dance (The Mexican)" [Ricky Crespo Dance Radio Edit]
3. "Dance Dance (The Mexican)" [Hex Hector/Mac Quayle Dub Mix]
4. "Dance Dance (The Mexican)" [Alterboy Remix]

## Desempenho nas tabelas musicais

### Posições
| Chart (2003)                                | Maior posição |
| ------------------------------------------- | ------------- |
| Estados Unidos (Billboard Dance Club Songs) | 6             |